# Antônio Francisco Correia de Araújo
Antônio Francisco Correia de Araújo (1845 — 1886) foi um político brasileiro.
Foi chefe de polícia e político em Pernambuco.
Foi presidente da província de Sergipe, de 1877 a 1878.